# Amphiprion latezonatus

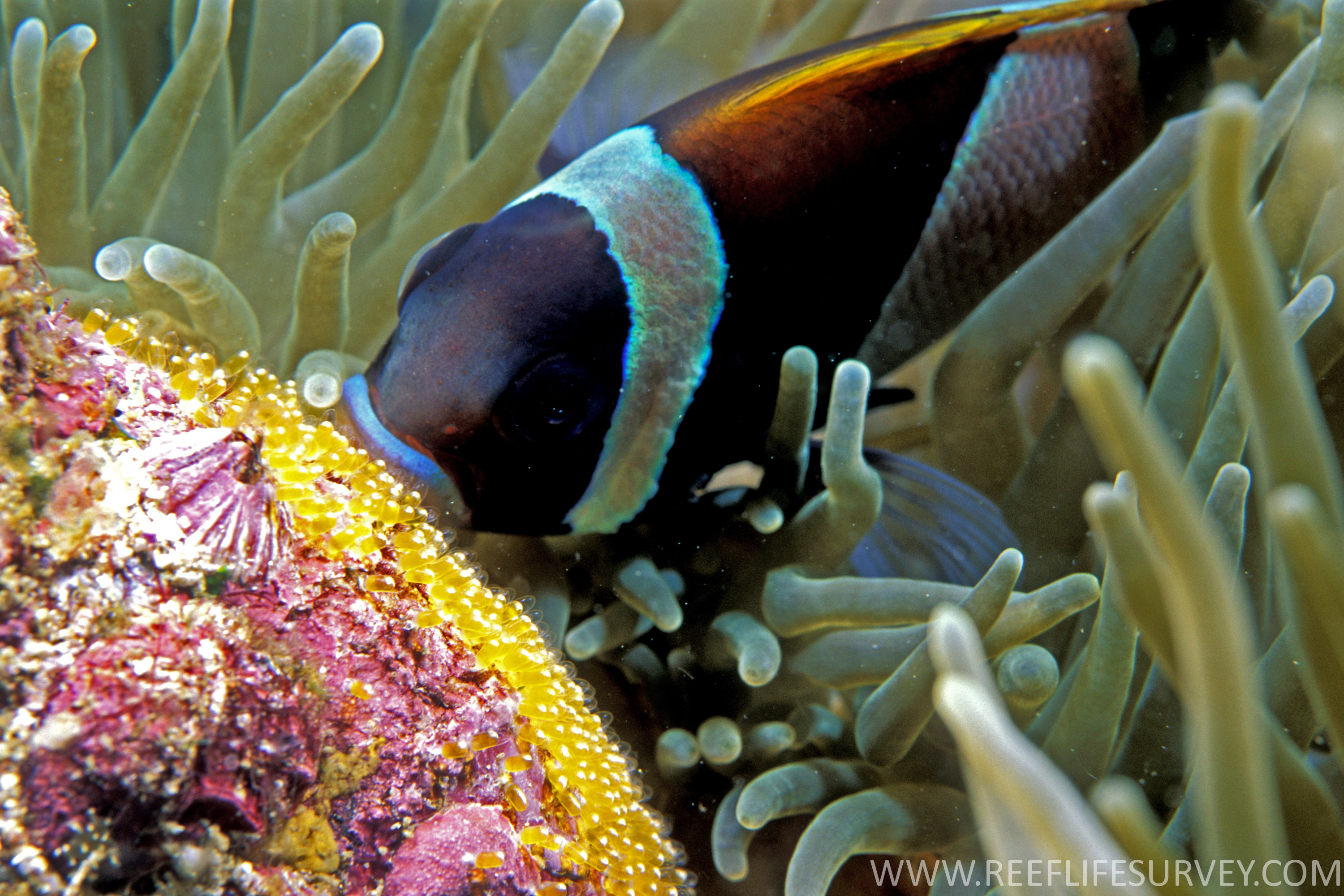
A. latezonatus cuidando sus embriones en una roca próxima a su anémona, isla Solitaria del Norte, Nueva Gales del Sur, Australia

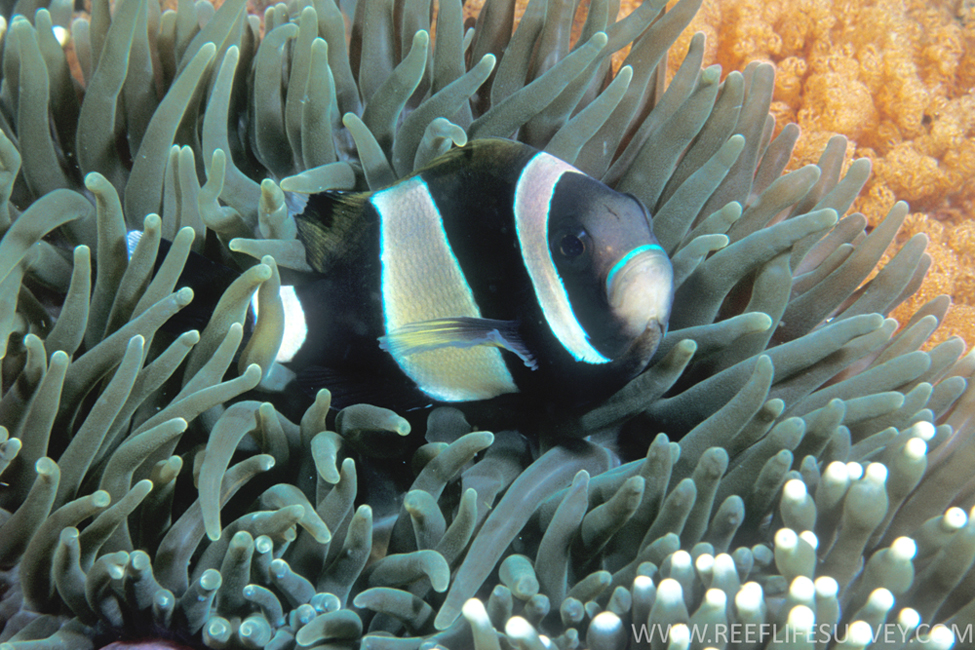
En la isla Solitaria del Norte, Nueva Gales del Sur, Australia

Amphiprion latezonatus, el pez payaso de labio azul es una especie de peces de la familia Pomacentridae, en el orden de los Perciformes.
Pertenecen a los denominados peces payaso, o peces anémona, y viven en una relación mutualista con anémonas Entacmaea quadricolor y Heteractis crispa.

## Morfología
El cuerpo es de color marrón oscuro a negro, y tiene tres gruesas bandas blancas distintivas, recorriendo verticalmente el cuerpo del animal. La primera se superpone en la unión de cabeza y cuerpo, detrás del ojo; la segunda se extiende desde la mitad de la aleta dorsal, hasta el vientre, y se ensancha excepcionalmente, en relación con las bandas centrales de otras especies del género; y la tercera, recubre el pedúnculo caudal. Las aletas pectorales son pálidas, el borde de la parte espinosa de la aleta dorsal es amarillo, el resto de la dorsal, y las aletas anal y caudal, son oscuras, y la caudal tiene un amplio borde blanco. Tiene una línea azul celeste encima del labio superior.
Los juveniles tienen una coloración algo diferente: el cuerpo es negro o marrón oscuro, y tienen las tres bandas blancas, pero la central es estrecha y se extiende por el borde de los radios blandos de la aleta dorsal, el resto de la dorsal es amarillo; y, la banda blanca del pedúnculo caudal, se extiende ventralmente por el pedúnculo caudal y bordeando el margen superior de la aleta caudal, que es mayoritariamente amarilla, con un margen negro. Las aletas pectorales son amarillas. El hocico es amarillo, y la parte espinosa de la aleta dorsal, y las aletas anal y pélvicas, son oscuras.
Cuenta con 10 espinas y 15-16 radios blandos dorsales; 2 espinas y 13-14 radios blandos anales.
Las hembras pueden llegar alcanzar los 14 cm de longitud total.

## Reproducción
Es  monógamo y hermafrodita secuencial protándrico, esto significa que todos los alevines son machos, y que tienen la facultad de convertirse en hembras, cuando la situación jerárquica en el grupo lo permite, siendo el ejemplar mayor del clan el que se convierte en la hembra dominante, ya que se organizan en matriarcados.
Su género es algo fácil de identificar, ya que la hembra, teóricamente es la más grande del clan. Cuando esta muere, el pequeño macho dominante se convierte en una hembra. 
Son desovadores bénticos. Los huevos son demersales, de forma elíptica, y adheridos al sustrato. La reproducción se produce en cuanto comienza a elevarse la temperatura del agua, aunque, como habitan en aguas tropicales, se pueden reproducir casi todo el año. El macho prepara el lugar de la puesta, en un sustrato duro en la base de una anémona, y, tras realizar las maniobras del cortejo, espera a que la hembra fije los huevos allí, y los fertiliza. Posteriormente, agita sus aletas periódicamente para oxigenar los embriones, y elimina los que están en mal estado. 
En un estudio de reproducción realizado en Julian Rocks, Nueva Gales del Sur, por Richardson et al. (1997), se constató que, en los meses de calor de diciembre a abril, las hembras realizan 3 puestas al mes, con una cantidad de huevos entre 800 y 3.870 en cada nidada.
Tras un periodo de 6-7 días, cuando los alevines se liberan, no reciben atención alguna de sus padres. Deambulan en aguas superficiales en fase larval durante 8 a 12 días, posteriormente descienden al fondo en busca de una anémona, y mutan a su coloración juvenil.

## Alimentación
Come pequeños invertebrados  planctónicos y  algas bénticas.

## Hábitat y comportamiento
Es un pez de mar, de clima tropical (25°S-32°S ), y asociado a los  arrecifes de coral. También habita arrecifes rocosos.
Su rango de profundidad es entre 10-45 metros, aunque se reportan localizaciones desde los 5 metros.
Vive en una relación mutualista con anémonas Entacmaea quadricolor y Heteractis crispa.

## Distribución geográfica
Se encuentra en Australia, desde el sur de Queensland hasta el norte de Nueva Gales del Sur, y en las islas Lord Howe y Norfolk; y en Nueva Caledonia.

## Observaciones
Puede ser criado en cautividad.